# Port lotniczy Arkałyk
Port lotniczy Arkałyk (IATA: AYK, ICAO: UAUR) – port lotniczy położony w Arkałyku, w Kazachstanie.